# マッシュル-MASHLE-
『マッシュル-MASHLE-』は、甲本一による日本の漫画。『週刊少年ジャンプ』（集英社）において、2020年9号より2023年31号まで連載された。甲本にとって初めての連載作品である。
本作は魔法が身分を左右する世界「魔法界」を舞台に、魔法を使えないながらも鍛えられた肉体を持つ主人公、マッシュ・バーンデッドが活躍する物語である。本作は、サブタイトルに「●●と○○」（例：「マッシュ・バーンデッドと○○」）にするなど『ハリー・ポッターシリーズ』のオマージュが取り込まれている。その一方で、キャッチフレーズおよびコンセプトは「アブノーマル・ファンタジー」となっている。
個性的でバラエティーに富んだ登場人物たちによる切磋琢磨の様子や、戦闘とシュール・ギャグなどの落差の激しさなどで、日本だけでなく海外でも人気がある。2024年3月時点で全世界累計発行部数が1000万部を突破している。
メディアミックスとして2023年にテレビアニメ化、および舞台化された。また、2024年にはテレビアニメ版の第2期放送を記念して、番外編が『週刊少年ジャンプ』2024年6・7合併号に掲載され、舞台作品の第2弾も上演された。

## あらすじ
当たり前のように魔法が存在し、誰もが当たり前のように魔法が使える世界「魔法界」。卓越した魔法使いたちが所属する魔法局によって管理される社会では、魔法の能力が高ければ社会の上層になれる一方で、能力が低いと落ちこぼれ扱いを受け、さらに魔法が一切使えない魔法不全者は殺処分される厳しい社会でもあった。
魔法の使えない少年マッシュ・バーンデッドは、養父レグロ・バーンデッドに密かに育てられており、日々筋トレに励んでいた。ある日、マッシュの存在が魔法警察に露見し、警官のブラッド・コールマンに踏み込まれる。だが、マッシュは長年の鍛錬で培った圧倒的な筋力とパワーで、凄腕の魔法使いであるブラッドを返り討ちにする。降参したブラッドは、バーンデッド父子を見逃す代わりに、マッシュに魔法学校に入学して優秀生徒の称号である「神覚者」を獲得し、それに付属する莫大な助成金や権利を要求する。いずれにしても世界を変えなければ家族との平和な暮らしが得られないマッシュは、ブラッドの提案を飲み、魔法界の中枢を担うエリートを輩出してきた由緒ある名門魔法学校イーストン校への入学を決める。
魔法のエリート達が集まる魔法学校を舞台に、魔法が使えないマッシュは、その超人的な肉体のみを武器に「神覚者」を目指す。
友人5人組グループ結成篇
マッシュは編入試験で、レモン・アーヴィンを助けて一方的に惚れ込まれる。イーストン校に入学後、アドラ寮に入寮し、フィン・エイムズと同室になる。ロイドのマッシュいじめ事件をきっかけにフィン・エイムズと、級硬貨を賭けた決闘でランス・クラウンと、森サソリ狩りで共にシルバから攻撃されたことでドット・バレットと、それぞれ親交を結ぶ。この5名は勉学・遊びなどで行動を共にする強固な友人関係を結び、最後までグループを維持する。レモンを除けば、それまで友人ができたためしがないという孤独な者同士の連帯であった。原作でランスが16才とされていることから、全員高校1年生の年齢である。友人グループを含め、マッシュが超人的筋力で実技をこなすのを周囲は「魔法を使っている」と受け止めていた。
七魔牙篇
レアン寮監督生アベル・ウォーカーは、イノセント･ゼロの組織と協力し生徒を人形化して魔力を抽出するなどの一方で、6人の配下と七魔牙を結成し、神覚者試験への資格であるコインを独占するべく、他寮のコイン所持者から強奪しており、レモンを人形に変えて学校地下の本拠地にフィン・ドット・ランス・マッシュを誘い込むが、フィン、ドット・ランスらは対戦相手に勝利する。マッシュは第2魔牙アビス・レイザーを破る。ウォーターバーグの指示でイノセント・ゼロの組織からの潜入者を捜索していたレインはマッシュを疑って技を仕掛けるが、マッシュが魔法力がないことがわかり、謝罪する。マッシュはアベルの人形魔法を破り、レモンを含む人形化されていた生徒を解放させる。イノセント・ゼロの幹部セル・ウォーが現れ，アベルと彼を守ろうとしたアビスを抹殺しようとするが、マッシュは2人を守り抜く。戦闘中、マッシュが魔法を使えないことが周囲にばれてしまう。セルは「我々が探していたものが見つかった」と言い残して姿を消す。マッシュはアドラ寮祝勝パーティーにアベルとアビスを招き親交を結ぶ。
選抜試験篇
マッシュは魔法局に呼び出され、魔法を使えないのに魔法学校に入学したことで死刑を宣告されそうになるが、オーターをはじめとする神覚者グループに対して神覚者リーダーのライオ、ウォールバーグ、レインは擁護に回り、神覚者候補になることを条件に処分保留となる。イノセント・ゼロの組織によって6人の死刑囚（六罪杖）が脱獄した事件により、神覚者候補選抜試験は所有コイン数の条件を引き下げられて前倒しに開催されることになり、これによってマッシュからコインを分けられたランス・ドット・フィンも出場することになる。第一試験は、魔法が効かない死霊から逃げながら鍵を獲得する、第2試験は寮対抗戦で、チームに与えられた水晶を地下迷宮の中で守り抜くことで、マッシュはカルパッチョを破る。最終試験でマッシュはオルカ寮監督生マーガレット・マカロンの音魔法に苦しめられながら相手を破る。ところが、そこにイノセント・ゼロと4人の死刑囚が現れ、幹部セルの口から、マッシュはゼロの6番目の息子で、ゼロは不老不死になる禁忌魔法のために息子全員の心臓を必要としていることが明らかになる。ウォールバーグは上空でゼロとの頂上対決に挑み、空間魔法によってゼロを追い詰めたかに見えたが、ゼロの時間操作の前に敗れ、マッシュに救出される。
三魔対争神覚者最終試験
イーストン、セント・アルズ、ヴァルキス三校対抗戦で争われるはずであったが、ヴァルキス魔学校に生徒として潜入していたドミナ・ブローライブ（イノセント・ゼロの五男）はセント・アルズの代表生徒3名を襲撃し、「3名の出場枠をヴァルキス生徒に譲る」という書状を書かせる。6対3は不公平だとして、マッシュ・ランス・ドットにマカロン・アベル・アビスがサポートを申し出る。試験内容は巨大な屋敷の中の「はじまりの杖」に真っ先にたどり着くことで、両チームは各部屋のハブとなる大部屋で遭遇し、6対6の闘いとなる。マッシュはレヴィ・ローズクォーツの雷魔法・磁力魔法に苦しめられながら勝利を収め、抑えていた力を解放し最後のドミナの強力な水魔法を破るが、そこにゼロと長男ドゥウムが現れ、始まりの杖を奪う。マッシュのパワーはゼロには通用せず、ドゥウムの5割にセーブされた力に作中初めて敗北する。マッシュから和解を申し出られていたドミナが、ゼロが置き土産にした闇のマグマからマッシュを救う。
対イノセント・ゼロ前哨戦
膨大な魔法力を内蔵した始まりの杖をゼロに奪われたことから、神覚者グループはゼロの力が最大になる30日後の日食の日にゼロが魔法界征服の攻勢をかけると予想し、ゼロ幹部と神覚者グループの力が拮抗していると考え、勝敗を決するのはニューパワーの参戦であると考える。ライオはマッシュをメリアドールに紹介して修行を受けさせ、オーターはランス・ドットに、ガルドはフィンを特訓する。しかし、日食前に、ゼロは魔法で凶暴化された巨人族・魔族・ホビット・凶悪犯罪者からなる大軍で市街地に侵攻する。特訓担当者を除く神覚者はこれを迎え撃って一蹴するが、ライオを除く4名の神覚者は余勢を駆ってゼロ本拠地マゴル城に反攻し、全員、ゼロの長男〜四男に敗北する。メリアドールとの実戦組み手でマッシュは疲労のあまり昏睡状態に陥り、メリアドールらは命のぜんまいを回してマッシュの覚醒を図る。
対イノセント・ゼロ最終戦
ライオはカルドを防衛側に残し、残った神覚者のオーター、レインにランス、ドット、フィンの新戦力を加えてゼロの本拠地に乗り込む。ゼロの次男〜四男は破ったものの、長男ドゥウムの8割の力の前に全員が敗北、とどめを指される直前に昏睡状態から回復したマッシュが現れ100％のドゥウムを破る。ゼロと対決するうちに、日食によってパワーアップしたゼロはマッシュの心臓を抜き取り死亡させる。死亡直後にも蹴りを放ったマッシュの生命力を警戒し、息子6人の心臓を取り込んで悪魔形態に化したゼロはマッシュを完全破壊しようとする。五男ドミナが現れて妨害し、息を吹き返したライオらはフィンの回復魔法で最低限の生命維持状態でマッシュをメリアドールの元に送り届け人工心臓を埋め込むものの、追ってきたゼロに全員が倒される。時間稼ぎの間にマッシュは精神世界での1年間で神様から筋トレを受け、現世時間では短時間で蘇生。ゼロを倒したかに見えたが、ゼロは更に神形態に進化し、マッシュは近づくこともできず圧倒される。とどめをさされる直前にアベル・カルパッチョ・レヴィらこれまでのライバルが現れてそれぞれ一撃をゼロに加え、その隙にアビスとマカロンがゼロの至近距離にマッシュを送り届け、最後の闘いが始まる。

## 世界観・用語解説
魔法
本作の重要節句で、作中世界において普遍的に存在する能力。神から与えられたとされ、魔法界においては魔法の巧拙によって身分が決まると説明される。魔法が使える＝魔力を持つ者は、生まれながらに顔に線状のアザができるのが特徴であり、基本的にこの世界の者たちは1本線のアザがある（一線魔導師）。アザは魔力量を示しており、線の本数が簡単な魔法の資質を図るバロメーターになっている。稀にアザの本数が複数ある者たちがおり、2本線のアザの者（二線魔導師）は10万人に1人割合で存在し、1本線の者より先天的な魔力量に優れているとされ魔法に選ばれし才能と認識されてるが、2本線だからと言って必ずしも1本線より魔法が巧みに扱えることを意味せず、同じ本数であっても能力の巧拙に大きく差がある。そして極稀に、3本線のアザを持つ者（三線魔導師）が数百万人に1人の割合で現れることがある。3本線のアザの魔法使いは、2本線の者以上の魔力出力が可能になるだけじゃなく、杖に眠る真の姿（神の力）を覚醒させることが出来る事から、神に選ばれし才能とされている。また、魔法使いにも種類があり、学術やサポートに長けた白魔導師、戦闘に長けた赤魔導師が存在する。殆どの魔法使いは杖を折られる・奪われるなどすると魔法を行使できなくなる。逆にアザがない者は魔法が使えない者＝魔法不全者（まほうふぜんしゃ）であり、社会から間引き（殺処分）される。
固有魔法
「何を用いて魔法を使うか」という各魔法使いが特化した対象を指す。殆どの魔法使いはこれに特化した魔法のみを攻守に使うことができるだけで、活動領域全般にわたって魔法を駆使できるわけではない。各人の固有の対象としては、物質（オーターの砂、ドミナ・ブローライブの水、アベルの人形、レイン・エイムズの剣など）物理現象（ランスの重力、ドットの爆発、ウォールバーグの空間、レヴィ・ローズクォーツの磁力、アビスの速度など）、特定の機能（フィンの「位置を入れ替える」など）などがある。イノセント・ゼロのみは例外であり、本来の固有魔法である時間魔法に加え、師アダムから奪った闇魔法、ウォールバーグから奪った空間魔法まで駆使する。
セコンズ
通常の固有魔法を更に強化した高等魔法。2本線の魔法使いの中でも、特に強い魔法使いのみが使える。また例外として、レヴィ・ローズクォーツのように2本の杖を扱えるものは、2つの魔法を合わせることにより通常より強力なセコンズを使うことが出来る。
サーズ
セコンズを更に強化した魔法で、3本線の魔法使いの中でも極一部の者にしか使えない魔法使いの最強の技にして、魔法の神髄である超高等魔法。サーズまで使える魔法使いは非常に少なく、神覚者ですら使える者は極稀。発現した者は、例外なく歴史上に名を残す。杖に宿る神の力(本来の力)を解放することによって、現れた神自身が攻撃したり、他の魔法とは一線を画す凄まじく強力な魔法を行使する事が出来る。また、出現した神に魔力を最大限注ぎ込めば、たとえ術者が息絶えようとも神自身で魔法を放つことが可能となる。
サモンズ
3本線の魔法使いにしか使えない魔法。杖に眠る本来の姿=神の力を呼び起こす事が出来る。それにより、魔法の出力等を底上げしたり、通常の魔法より強力な魔法を行使する事が出来る。
造体禁忌魔法（ぞうたいきんきまほう）
魔法界の禁忌の一つである闇魔法。6人の血縁者の心臓を取り込むことによって不老不死の心臓を獲得する。マッシュを含むイノセント・ゼロの6人の子供は、この魔法を実現するための道具であった。
魔法界
本作の舞台の総称。格差社会が激しく、魔法の能力が高ければ社会の上層になれる一方で、能力が低いと落ちこぼれ扱いを受ける。魔法が一切使えない魔法不全者は殺処分されることが義務となっており、魔法不全者を匿った者も処罰の対象となる。宗教色が強く、魔法は神が与えた力と信じられている。
神覚者
年に一度、選抜試験を突破した最も優秀な生徒に贈られる称号にして、魔法界有数の魔法使い。神覚者となった者は「神に選ばれし者」として崇め奉られ、神に仕えし者の証としてその者の魔法や能力に応じた神の杖の名の称号(「◯◯の神杖(◯◯ケイン)」)が与えられるのと同時に、様々な特権を持つことになる。現時点で判明している主な権利は、「魔法局入局の内定」「貴族階級への昇格」「10億L（ロンド）の助成金」など。魔法界の最高法定機関である魔法局には多くの神覚者たちが入局しており、魔法に関する物事の大部分に対応する為、実質魔法界を支配・統制している。また、魔法界に害をなす者達を処罰する武力装置としての役割も果たしている。
イーストン魔法学校
魔法界の中枢を担うべきエリート魔法使いを輩出してきた、由緒ある名門魔法学校。神覚者となった人材を多数魔法局に送り出しており、実質的に魔法局職員の教育機関の役割も果たしている。また魔法のみならず、人格形成も重視する教育方針を掲げる。
志願者の大半は魔法局高官・事務次官等の子息や名門貴族の出自であり、編入試験は超難関を極め、その合格率は僅か3%。また、学期ごとに一定の成績を修めなければ退学になるなど、生徒に要求されるレベルも非常に高い。
学内生活は全寮制で、内部進学組と編入組が二人一組となって共同生活を送るのがしきたり。寮は「アドラ」・「オルカ」・「レアン」の3寮が存在し、入学時点で生徒の特性をユニコーンが判定、配属寮が決定される仕組みとなっている。
過去100年の神覚者輩出数は11名。
アドラ（Adler）
選ばれる特性は「勇気と信念」。寮のシンボルは鷲。良くも悪くも気骨で我が強い気質があり、マイペースで叛骨心溢れる野心家が集まりやすい。監督生は、レイン・エイムズが務めている。マッシュ・レモン・フィン・ランス・ドットなどが属している。
オルカ（Orca）
選ばれる特性は「知性と勤勉」。寮のシンボルは鯱。基本的には内向きで研究に没頭する気質の者が多く級硬貨の争奪戦に積極的に参加する者は少数派で好戦的なものは珍しいとされるが、自己の合致するものがあれば如何なる手段を辞さない獰猛で貪欲な探究心が旺盛な求道者達が潜んでいる。監督生は、マーガレット・マカロンが務めている。
レアン（Lang）
選ばれる特性は「才能と自尊心」。寮のシンボルは狼。貴族出身や関係者で構成され純血主義で結束力が強く、排他的な気質を持つ。監督生は、アベル・ウォーカーが務めている。
級硬貨（コイン）
授業の課題や課外活動、行事の成績によって生徒に与えられる硬貨。金・銀・銅の3種類が存在する。
中でも金の級硬貨は神覚者に選ばれるためにもっとも重要であり、3学期終了時点で金の級硬貨を5枚以上所持していれば神覚者候補となり、選抜試験に参加出来る。
銀の級硬貨は5枚集めると金の級硬貨1枚に変化する。この硬貨を巡っての魔法対決は、生徒間でしばしば行われている。
ドゥエロ（Duelo）
魔法界の人気スポーツ。ホウキに乗った選手たちが空中でボールを取り合い、ゴールリングに通すことで得点を競い合う。1ゴールごとに10点加算される。
セント・アルズ聖魔学校
正しい道理・規範を破るものに厳格な制裁を与える絶対正義を掲げている魔法学校。過去100年の神覚者輩出数は4名。
ヴァルキス魔学校
魔法を極めんがために過程を重視しない実力至上主義を掲げている魔法学校。その為、在籍している生徒はかなり気性が荒く、一癖も二癖も強い魔法使いが多い。過去100年の神覚者輩出数は85名。
最古の十三杖(マスターケイン)
魔法界に13本存在する最古の杖。杖は天賦の才能を持つ者を選び、選ばれた者に様々な祝福の力をもたらす。作中ではカルパッチョ・ローヤンの治癒の杖と、ドゥウムの肉体強化の杖のみが登場した。
鉄の杖
第43話（アニメ第14話）にてマッシュたちが訪れた杖屋に古くからあった杖。とても重く、どんな力自慢や魔法でも1000年間誰も持つことができなかった。この杖の下にはエルフの水が湧き出ているとされ、その水を使えば素晴らしい杖が作れるとされている。結果的にマッシュが軽々と引き抜き、杖屋から無償で譲り受けた。以降、マッシュはこの杖を自身の指の力で変形させて、主にスポーツ用具に変えてしばしば用いる。

## 登場人物
声の項は特記のない場合、テレビアニメ版における声優。

### 主人公
マッシュ・バーンデッド（Mash Burnedead）
声 - 小林千晃 / 花江夏樹（PV）
本作の主人公。無骨かつマイペース。端正な顔立ちと、黒髪のマッシュルームカットが特徴。
11月11日生まれ、身長171cm、足のサイズ26.5cm。
魔法がすべてを決める世界において、一切の魔法が使えない稀有な少年。しかし、一方で、長年の筋トレによって培った異常な筋力による驚異的なパワーと耐久力を備え、普通の人間ではできない荒業を可能とするほどの力を持つ。普段は自他ともに認める陰キャであるが、根は家族想いかつ友人想いで素直な性格の持ち主である。基本的に真面目な印象を見せるが、歯に衣着せぬ物言いや直情的な行動も目立つなど、周りを惑わすことが多々ある。また激情家でもあり、特に家族や友人に危害を加えたり、不条理な悪意を向けてきたりする存在に対しては、有無を言わさず容赦ない制裁をお見舞いする。「男女平等」を自負しており、善人ならばどのような人物でも差別もなく優しく接するが、悪人ならば例え女性でも一切容赦はしない。大抵の動物にはなつかれず、特にフクロウからは蛇蝎のごとく嫌われている。また、5-2ができずに「28」と答えてしまうなど頭を使うことが苦手な面を見せており、自らを「脳筋」と認めている。
シュークリームが大好物で、自分でも作るほど年中食する一方、シュークリームが関わると頑固になり、レグロの言いつけを無視したり、突飛な行動を取ったりすることもある。
女性に対しては無関心であり、レモンの好意に気づかなかったこともあれば、ローレンが魔法を使って魅了しようとしても通用しない場面もあった。ただし、常に献身的な行動をするレモンには思うところがある節を見せている。
前述の体質により、生まれついてのアザなしで魔法が一切使えない。赤ん坊の時に捨てられていたところを、養父となるレグロに拾われて以来、森の奥深くで過ごしてきた。少しでも自衛のためにとレグロからは筋トレを課された結果、「箒を異常な速さで放り投げ、さらにそれに異常な速さで飛び乗る」「脚を超高速でバタつかせて宙に浮く」など、常人離れした身体能力を持つに至る。普段は着痩せしているが、強靭な肉体を築いており、腹筋が割れている他、常人なら倒れてしまうほどの重傷を負っても平然としている。
第1話にて、限定スペシャルシュークリームを購入すべく街に勝手に出かけ、本来であれば間引きされるアザなしであることが市民にバレてしまう。通報を受けた魔法警察のブラッドに家に踏み込まれるも、逆にその身体能力で圧倒し、逆にブラッドより「神覚者」を目指す取引を持ちかけられる。いずれにしても社会を変える必要があるということで、これを承諾する。それ以来、養父レグロと平和に暮らすために、魔法の使えない者でも無事に暮らせる社会を作るべく「神覚者」を目指す。魔法は使えないながら筋力で誤魔化しつつ、イーストン魔法学校へと入学し、アドラ寮に所属した。ちなみに入学に際して、ブラッドによって偽のアザを一本左頬に入れられている。後に学友たちと休日を過ごした際、立ち寄った杖の店で床にめり込んでいる鉄の杖を発見し、それを取り出したことでエルフの水の間欠泉を出現させたため、無償で譲り受けた。以降は鉄の杖を使った攻撃を行うようになった。
実はその正体は、闇組織の頭目である無邪気な淵源の実子の1人であった。セルとの対決やゼロとの対峙によって自身の出自（ゼロが自身の実父であり、その実父からは「不老不死の心臓を造り出す造体禁忌魔法のパーツ」としか思っていなかった事実）を知った時はショックを受けるが、それが皮肉にも「神覚者」を志す大きな要因となった。また、神覚者選定最終試験にて生き別れていた実兄の1人ドミナと再会しているが、本人はゼロの下で暮らしていた頃の記憶を無くしているため、「家族はじいちゃん（レグロ）しかいないから兄弟はいない」と公言している。
キャラクターの原型は作者の読み切りの2作目の主人公。この時は煩くて下品な性格であったが、担当から人気が出るわけがないと指摘され直した結果、二重にのんびりしたキャラクターになったという。

### マッシュの学友たち
レモン・アーヴィン（Lemon Irvine）
声 - 上田麗奈
本作のヒロイン。下流家庭の出身の少女。アドラ寮1年生。編入生。初登場は第2話。
セミロングの金髪に赤いリボンが特徴の可愛らしい容姿をしている。右眼の下に半円型のアザが1本あり、拘束系の魔法を得意とする。 普段は常に敬語で話すほど真面目な性格だが、自他ともに認めるほど思い込みが激しい上に惚れっぽいストーカー気質の重い性格の持ち主。後述の出来事を通じ、マッシュの優しさに一目惚れしており、「マッシュの未来のフィアンセ（嫁）」とまで勝手に名乗るようになっている。
編入試験で登場し、迷路の試験において試験担当官のルッチに唆されてマッシュの妨害を行う。しかし、マッシュの桁違いの筋力の前にあえなく失敗した挙句、逆に怪人に襲われピンチに陥ったところを彼に助けられる。さらにそのままでは時間切れで不合格確実のところを、マッシュが自らの筋力を駆使した作戦で迷路を突破して合格したことから、マッシュに心底惚れ込み、彼へのアプローチを積極的に行うようになる。以降、フィンを含むマッシュの学友たちと共に行動する。
ネームを書いている時に、担当からヒロインがいるだろと言われて作ったキャラクター。女の子を描いたことがなく最初は抵抗したが、仕方なく作ったという。
フィン・エイムズ（Finn Ames）
声 - 川島零士 / 花江夏樹（PV）
良く言えば慎重な性格の常識人、悪く言えば卑屈な小心者の少年。アドラ寮1年生。内部進学生。マッシュのルームメイト。初登場は第4話。
黒髪だが左の前髪のみ金髪。顔にそばかすがあることからラブ・キュートからは「そばかす君」と呼ばれる。右眼の下にまっすぐなアザが1本あり、位置移動を固有魔法に持つ。内部進学生と編入生を同室にするというルールのためマッシュと相部屋となり、当初は感情や行動が読めない彼と距離を置こうとし、ロイドによるいじめ（嫌がらせ）を強要されてマッシュの教科書を破るなどするが、なおも彼が自分を友人扱いしてくれることに良心の呵責に堪えられず、勇気を出して拒絶する。そのためロイドからリンチを受けていたところに現れたマッシュに真実を告白し、理不尽な理由で虐げるロイドに怒りを燃やしたマッシュによって救われ、初めての友達となる。基本的に作中におけるツッコミ役で、マッシュを始めとして他の奇抜な仲間たちにもツッコミを入れていき、振り回されもする。ホウキによる競争を筋力ひとつで解決したマッシュのやり口を見抜いたり、ランスの面倒見の良さにいち早く気づいたりするなど、観察力が高い（しかし、本人は自覚していない）。
神覚者になった兄レインがおり、自身が魔法使いとしては凡庸であることに強い劣等感を持っており、兄がよそよそしいのは不出来な弟から距離を取りたいからだと思い込んでいたが、無邪気な淵源の本拠地への進撃（デリザスタとの死闘）を通じて兄と和解した。また、幼少の頃に両親を早くに亡くし、マッシュと出会うまでは孤独に苛まれた経験がトラウマになっており、彼との交流を得て築いた友好関係を何より大事にしている。
固有魔法の位置移動は、当初は戦闘向きでは無かったが、神覚者カルドの下で修行したことにより、細胞転換を可能としたことで2本線に覚醒し、自身の魔力などを相手に付与させる回復魔法のセコンズを修得した。
作者がツッコミ役として登場させたキャラクターであり、親近感が湧くキャラクターだという。
ランス・クラウン（Lance Crown）
声 - 石川界人 / 花江夏樹（PV）
水色がかった銀髪の、クールでイケメンな少年。トッド曰く、長身でもある。アドラ寮1年生。編入生。初登場は第7話。
重力魔法で有名かつ、「超名門」と評される名家であるクラウン家の長男。家柄や無表情さで周囲から孤立した少年時代を送る。いじめを見ると助けに入り、その怪我の理由をうまくごまかすことができないなどを妹アンナからは「不器用なところが好き」と唯一理解を示される。固有魔法である重力魔法を得意とし、アザ2本にふさわしく、編入試験1位合格、学業成績トップクラスという優等生。頭の回転が早く、学内の情報にも秀でる。一方、自他ともに認める重度のシスコンであり、妹アンナを溺愛しているため、「妹の写真を収めたペンダントを肌身離さず持つ」「妹のブロマイドを土産にする」などの奇行を見せる。本編開始前にアンナが魔力を徐々に失う不治の病を患い、このままでは処分されてしまうことを防ぐため、神覚者になり、魔法局に入って社会を変えることを目標としている。初登場時はマッシュの敵対者として登場し、悪役のように振る舞うが、上記の通り、すべては妹のためであり、本来は不器用ながらも人間味のある優しい性格の持ち主。同じ寮の仲間たちを「劣等生」「寮のイメージを下げる」などと言い放つ厳しい態度とは裏腹に、学業を手助けするなど、面倒見の良さを見せる。家事を重視しエプロン姿をよく見せる。
級硬貨を集めるべく、レモン・フィン・トムの3人を人質にしてマッシュに戦いを挑む。しかし、その戦いの中でマッシュに事実上敗北した上に「悪い奴じゃない」と評され、「しらけた」という理由で負けを認める。その後、マッシュとは親友の間柄となり、「ライバル」と言いつつもマッシュ（およびフィン）を手助けをするようになった。マッシュの友人ドットとも親交関係を築くが衝突が多い。しかし、二人でオーターの特訓を受けた後、ライオ率いるイノセント・ゼロ本拠地攻略隊の一員となり、ドットと共に三男エピデムと戦った。そこで3本線に覚醒し、強力な重力を交互に発生させる球体を生み出すサーズを会得する。
この作品のイケメンライバルとして創作したと言い、主人公と同じくらいの強さのキャラだと少年漫画っぽいと作者は述べている。
ドット・バレット（Dot Barrett）
声 - 江口拓也、小山内怜央（幼少期） / 花江夏樹（PV）
逆立った赤髪のバンダナの少年。爆発魔法の使い手。アドラ寮1年生。編入生。初登場は第10話。
幼少期には買ったばかりの新品をも強い口調で迫る相手に渡してしまうなどおどおどした少年で、強い姉から保護されて育った。その後、直情的で騒がしい行動を取るようになり、自分のことを「この世の主人公」と呼び、自分を中心に世界は回っていると公言する。決して不細工な容姿ではないが、いわゆる喪男で、必死に求めても彼女ができないのはイケメンがこの世にいるからだと嫉み、「神覚者になってイケメンがいない世界を作る」とする。基本的に自分が馬鹿正直だと自覚している上で敵に挑もうとする傾向を見せる。その粗暴さに反してハーブティーを好物にしており、紅茶を淹れるのも上手く、それを手土産とするなど、フィンから「実は育ちが良いのではないか」と推測されている。
郊外授業の森サソリ狩りで登場し、一方的にマッシュに敵愾心を抱く。しかし、偶然からマッシュと行動を共にしたところを、シルバの襲撃を受け、上記の性格もあってあえてシルバの挑発に乗ったために重傷を負うが、マッシュに助けられたことを機に彼の友人になった。また、この際に自分の傷を心配してくれたレモンに惚れており、後に彼女への好意を告白するがフラれ続ける。マッシュ含む友人グループの中では、ランスをイケメンのいけ好かない奴としてしばしば衝突するが、内心は「自分はランスよりも弱い」と自覚している。
実は感情の高まりが一定ラインを超えると莫大な魔力を一気に解放する「自戒人（イーラ・クロイツ）」という戦闘魔族の末裔で、その能力を発現すると額に十字のアザが浮かび上がる。この時は2本線相手でも圧倒するほどの魔力量を見せる。最終戦では、ランスが自分をかばって倒されたことで感情が爆発して3本線に覚醒し、両腕に巨大な発射口をまとって爆発を機関銃のように連射するサーズを会得する。
原型は一番最初に書いた読み切りの主人公であり、当初はこのキャラクターで連載するつもりだったが、前担当者・現担当者双方から反対されたという。

### イーストン魔法学校の生徒たち

#### アドラ寮
ワシのマークで「勇気と信念」を象徴する。
レイン・エイムズ（Rayne Ames）
声 - 梶裕貴
厳格な雰囲気を漂わす青年。アドラ寮監督生。戦の神杖（ソード・ケイン）の神覚者。魔法道具管理局局長。フィンの兄。本格的な登場は第24話（第1話でも1コマ登場）。
髪全体の右側が金色、左側が黒色とツートンカラーの髪型をしている。両眼の下にそれぞれ1本ずつアザがある。更に史上最年少で3本目のアザを覚醒しており、本気で戦う際には左目にアザが増える。1話時点において新たな「神覚者」に選ばれた実力者であり、無数の剣を放つ固有魔法の使い手。七魔牙の第四魔牙を軽く撃破し、アベルからは「アビスを倒せるのはレインくらいしかいない」とまで言わしめる。また、レアン寮に潜り込んだ「無邪気な淵源」の調査を命じられるなど、ウォールバーグからの信頼も厚い。
幼少時に両親を早くに亡くし、自分と弟を疎んじる親戚からたらい回しを受けた挙句に浮浪児になった経験から、現状の魔法界に革命をもたらすべく神覚者になった。似た境遇を持つマッシュにシンパシーを向けており、ウォールバーグを通してマッシュが魔法不全者であることも知っている上で「（神覚者に）死んでもなれ」と発破をかけるなど、マッシュに目を掛けている。弟のフィンとは互いに距離を置くほどのすれ違いが生じていたが、無邪気な淵源の本拠地への進撃（デリザスタとの死闘）を通じて兄弟ともに和解した。
実は大のウサギ好きで、マッシュにも指摘されている。マッシュに渡したウサギのハンカチは彼の自作。おまけコーナーにて大量のウサギを世話しながら戯れる姿が描写されている。名前が判明しているウサギは「ウサオ」「ウサ吉」「ウサ子」「ウサ助」「ウサぞう」「ウサ太郎」「ウサノシン」「ウサ美」「ウサ山」。
魔力を計れるケイソクモ（声 - 千春）を出せる。
トム・ノエルズ（Tom Noels）
声 - 駒田航
「暑苦しい」を絵に描いたようなスポーツマンの青年。アドラ寮生。2年生。
左眼下に折れ曲がったアザが1本。去年の年間MVPに輝いたほどのドゥエロの選手で、女生徒から高い人気を得ている。ただし大の竹好きでもあり、何でも竹に例える癖があり、マッシュにすら「僕より話通じない」「薬やってる」と言わしめるレベルで人の話を聞かず、己の信念と情熱をまくし立てる。ホウキの授業で世界新記録を叩き出したマッシュを、ドゥエロのアドラ代表として強引に試合に参加させる。以降も、2年生であるにもかかわらず1年生の中に混じっているなど、ちょくちょく登場する。固有魔法は不明。
マックス・ランド（Max Land）
声 - 古川慎
温和な雰囲気の青年。アドラ寮生。3年生。神覚者候補。レインの親友。初登場は第47話。
アザは2本。固有魔法は物のサイズを変えること。遅咲きながらも金級硬貨3枚で神覚者候補選抜試験の資格者となり、一次予選の「死霊の狩り場」にてマッシュに声を掛け協力してクリアすることを目指す。そしてクリアに必要な鍵を手に入れるも、先輩としてマッシュにこれを譲る。単独で鍵の捜索をしていたところをカルパッチョの襲撃を受け、彼から必要以上に痛めつけられたあげく試験から脱落する。その後は容態が回復しており、マカロンとの対決に挑むマッシュを見届けている。
ロイド・キャベル（Lloyd Cabell）
声 - 白井悠介
狐を想起させる風貌の細目の少年。アドラ寮生。1年生。内部進学生。
表向きは涼やかな笑顔が絶えない好青年だが、本性は腹黒かつ悪辣な人物。右眼の下に1本のアザがあり、糸を召喚して操る魔法を得意とする。親が魔法局の高官というエリート一家の出身で、その地位を悪用しており、裏で繋がっているクレゴス教頭とも癒着している。悪質ないじめ（嫌がらせ）の常習犯であり、自分に逆らえば退学処分にするように手を回すなど、内部進学の学友たちからは傍若無人な性格の悪人として知られると同時に恐れられている。
入学直後のマッシュに目をつけ呼び出しを行うが、忘れられて反故にされたことで憤慨しマッシュいじめを実行。マッシュのルームメイトになったフィンを脅迫して教科書を破かせるなど、陰惨なやり方でマッシュをいじめ抜こうとしたが、やがてそれに耐えられず拒否してきたフィンにリンチを受けさせる。たまたま現場に居合わせたマッシュによって有無を言わさず即座に床に頭を叩きつけられ気絶した。その後、魔法局を通してマッシュに対する退学処分を行わせようとしたが、これはウォールバーグによって握りつぶされてしまい、自ら墓穴を掘る結果となった。

#### レアン寮
オオカミのマークで「才能と自尊心」を象徴する。アベル率いる「七魔牙（マギア・ルプス）」を中心に構成される。
アベル・ウォーカー（Abel Walker）
声 - 梅原裕一郎
機械的な言動を見せる青年。レアン寮監督生。第一魔牙。初登場は第10話。
「母さん」と呼ぶ顔の左側に縦のヒビが入った人形を常に抱きかかえている。左眼下に2本、顔の左側全体を通る1本の計3本のアザを持つ。無数の人形を操ったり、人を操り人形に変えたりするなど、学生の域を越えた人形魔法の使い手。今年の神覚者候補の一人とされ、「七魔牙」を使って貪欲に級硬貨をかき集め、また一方では「無邪気な淵源」と手を結び、他者から抽出した魔力の濃縮液や人為的な3本目のアザの技術を教えてもらっていた。
その昔は魔力の少ない人々にも優しく接する母を尊敬していたが、食べ物を無理矢理全て奪おうとした男に母が殺された事で下の者を甘やかす必要はなく、底辺にいる人間は然るべくしているという考えに行き着く。そして底辺にいる人物は全て狩り尽くし切り捨てるという考えを持つ様になり、そのために「七魔牙」を結成する。
マッシュの持つ金貨を奪うために友人であるレモンを連れ去り彼らを誘き寄せる。アビスを倒したマッシュに対して人形と化したフィンと戦わせるも彼の機転により止められる。その後は自身の力でマッシュを人形にしようとするも彼の異常な脊髄反射や身体能力によって押されていき敗れる。敗北した際は負けを素直に認め人形にしていた生徒達を全員解放し、マッシュからも母親のために戦ったから悪者ではないと考えられ見逃される。直後に現れた「無邪気な淵源」の幹部セルに用済みとし殺されそうになり本人は大人しく受け入れようとしたが、自身を庇ったアビスやマッシュの姿を見て抵抗することを決め、マッシュと共同戦線を張った。
アビス・レイザー（Abyss Razor）
声 - 七海ひろき、小山内怜央（少年期） / 甲斐田ゆき（PV）
中性的なポニーテールの青年。レアン寮生。3年生。第二魔牙。本格的な登場は第20話。
美青年の容貌をしているが、充血したような真っ赤な左眼を持ち、目を隠すため白い仮面を被っていた。両眼の下に1本ずつ角ばって曲がったアザがある。ベクトル状に力の流れを自在に操る固有魔法の使い手であり、相手の動きを制限したり、自身が高速移動したりでき、杖を内蔵した剣で攻撃する。
赤い左眼は相手の魔法を一時的に使えなくする「イヴル・アイ(悪魔の眼)」と呼ばれるもので、これによって相手の魔法を封じる力を持つ。しかし、「イヴル・アイ」は魔法がすべての世界において非常に恐れられるものであり、アザのない子供と同様に実の親からも殺されかけるなどの迫害を受け、孤独な人生を歩んできた。そうした中でアベルから「自分の目的のために必要な人間」と評され、初めて他者から必要とされたために高い忠誠を誓う。他者と接した経験があまりないため、特に女性に免疫がなく、話しかけられるとあたふたしてしまう一面も持つ。
エイムスから級硬貨を奪うなど、作中にしばしば登場した後、アジト戦においてマッシュと戦う。そもそも「イヴル・アイ」の効果が関係ない相手ながらも、魔法の方で翻弄し、太刀傷を浴びせていくが、マッシュが床を割って移動先を絞られたことで隙を見せてしまい、打撃のラッシュを浴び敗北する。その後、マッシュから友達になることを提案され、一時はムダなことだと拒みつつも、最終的にマッシュの素直さを認め受け入れた。その後、アベルがセルに襲撃された際には彼を身を挺して守って重傷を負ってしまうが、マッシュによって救出される。
ワース・マドル（Worth Maddle）
声 - 伊東健人
サングラス状の丸眼鏡の青年。レアン寮生。3年生。第三魔牙。神覚者オーターの弟。本格的な登場は第23話。
両眼の下にそれぞれ1本ずつアザがある。「価値」というものにこだわる。泥の魔法の使い手で、単純に球状の泥を飛ばして攻撃する以外にも地面や壁を泥状に液化させて相手を引き込んだり、自分が潜んで移動する、あるいは複数の分身体を造り出す、泥を固めて足止めさせるなどの豊富な戦術を用いる手練れ。両親や兄は魔法局に務めるエリートで、成績は常にトップという努力家でもあり、レアン寮生とみても特に出自や才能に対する自尊心が強い。一方でそれは優秀な兄と比較され、脅迫めいた親の言葉から生じた「価値ある人間になる」という半ば強迫観念でもあった。
アジト戦でランスと戦うことになり、アドラにいる彼を見下しつつも、その出自や才能から「七魔牙」に誘う。重力魔法に対する相性で優勢に戦っているかに見えたが容易く形勢を逆転され、切り札である「魔力の濃縮液」を使って最大魔法で挑むが、これも容易く破られてしまい自分は価値のない人間だと絶望する。しかし、出自こそ似ているランスから「人の価値」について諭され、自分を見つめ直すようになった。
マイロ・ジェーニアス
声 - 梅田修一朗
好戦的な性格をした小柄な少年。レアン寮生。1年生。第四魔牙。本格的な登場は第23話。
とんがり帽子（エナン）を被り、髑髏の付いた大きな杖を持つ。両眼の下にそれぞれ1本ずつアザがある。1年生ながら、その実力を見込まれて「七魔牙」に入ったという実力者であり、石を操ったり、対象を遠隔的に石化させたりする魔法が使える。
アジト戦においてラブ戦後に現れ、フィンとドットを仕留めようとする。だが、そこに現れたレインに妨害された上に圧倒的な力量差で手も足も出ず、瞬く間に敗北する。
ラブ・キュート（Love Cute）
声 - 古賀葵
ツインテールの小柄な美少女。レアン寮生。2年生。第五魔牙。本格的な登場は第23話。
両眼の下にそれぞれ1本ずつアザがある。小首をかしげながら「私のこと好き？」や「カワイイ？」と聞いてくるあざとい性格で、自分が望まない返答だと殺すと言って攻撃してくる情緒不安定さを持つ。竜巻など螺旋状の風魔法で攻撃する。
アジト戦においてフィンとドットを受け持ち、ドットと戦うことになる。もともとの力量差の上に、女性に弱く、直接は攻撃したくない彼を一方的に追い詰める展開となる。しかし、「自戒人（イーラ・クロイツ）」の能力を発現した彼に圧倒的な魔力量で逆転され、直接攻撃はされなかったものの負けを認める。このため、七魔牙では唯一無傷であり、この後のアベルとマッシュの戦いも観戦する。
ファミリーネームは作中には登場せず、第6巻の質問コーナー①で明かされた。
オロル・アンドリュー（Orol Andrew）
声 - 乃村健次
レアン寮生で、大柄な体格にスキンヘッドとギョロ目が特徴である。2年生。第六魔牙。本格的な登場は第18話。
不気味な見た目に反して礼儀正しく、シンリの無意味な発言を「時間のムダ」と咎めるなど、冷静な思考を持ち合わせている。両眼の下にそれぞれ1本ずつアザがある。地面を液状に変え、自らはサメに変身して相手を襲う固有魔法を使う。
アンサーと共にマッシュの級硬貨を狙い、フクロウ小屋にてマッシュと戦うこととなる。マッシュを液状化した地面に引き込み、得意戦法に持ち込むが、すぐに場に順応して超高速で泳げるようになった彼に翻弄され、切り札を使おうとしたところを強烈な体当たりを浴びて敗北する。
アンサー・シンリ（Ansa Shinri）
声 - 河西健吾
細身で無機質な青年。レアン寮生。2年生。第七魔牙。本格的な登場は第18話。
右眼下に2本のアザがある。自分の背丈の半分以上もある複数の刃が付いた大きな円盤状の投擲武器を用い、自由にコントロールしたり、複数化したりできる固有魔法を操る。
「時間というのは過ぎ去っていくものだ」など、当たり前のことをさも真理のように言う癖がある。
オロルと共にマッシュの級硬貨を狙い、フクロウ小屋にてランスと戦うこととなる。自身は無傷のまま、ランスに怪我を負わせるなど圧倒しているかのように見えたが、実際にはランスは妹アンナの言葉を思い出して攻撃時にフクロウを巻き込みたくなかっただけであり、機転を効かせてフクロウが誘導された後は一方的に敗北する。
名前は作中には登場せず、第4巻の質問コーナー①で明かされた。
シュエン・ゲツク（Shuen Getsuku）
声 - 葉山翔太
イケメンでややキザな青年。レアン寮生。1年生。
左眼下に曲線状のアザが1本ある。大きな茨を操る植物魔法の使い手。アザは1本線だが、2本線のシルバより強いと自称し、「七魔牙」でこそないが、第三魔牙に頼まれたとしてアジトへの侵入者を排除する役目を司っている。
アジトに侵入してきたマッシュらを迎え撃つために現れる。自他ともに認めるイケメンであるため、対抗意識を持ったドットに挑まれ直情的な彼を軽んじるが、見た目に反した彼の頭脳プレーで5倍の威力の爆破魔法を8連続で浴び敗北する。
第三魔牙のワースとは幼なじみ。
ファミリーネームは作中には登場せず、第4巻の質問コーナー①で明かされた。
シルバ・アイアン（Silva Iron）
声 - 増田俊樹
顔面や耳にピアスをつけた粗暴な男性。レアン寮の2年生ないし1年生。
両眼の下に直角に曲がる1本のアザがそれぞれある。非常に好戦的な性格で、気に食わない生徒や教師に怪我を負わせる素行の悪さで知られているが、魔法能力は高く、昨年の1年生時に金の級硬貨を2枚集めた実績もあって、退学だけは免れ留年になったという経緯を持つ。地面などから結晶状の大きな金属を生やす魔法を使い、攻撃にも防御にも用いる。女生徒のローレンと組んでおり、「自分の攻撃に5回耐えられるか？」というゲームに仕立てて、相手をいたぶるようなやり口を好む。
郊外授業の森サソリ狩りで登場し、級硬貨を持つマッシュを狙う。成り行きから最初にドットと戦うこととなり、マッシュが叩かれる分を自分が肩代わりするというドットの提案を呑み、2人分10回の攻撃を加え、愚直に全部受けたドットを嘲笑う。これに激怒したマッシュによって、防御を無視した強力な一撃を受けた後、さらに追撃を受ける。絶望に陥る中で、マッシュから淡々と「10回耐えるんでしょ？（中略）あと8回残ってる」と言われ、さらに突如現れた巨大な森サソリが彼に一瞬で倒されるのを見て、完全に戦意を喪失した。
ファミリーネームは作中には登場せず、第2巻の質問コーナー②で明かされた。
ローレン・キャバス（Lauren Cabas）
声 - 長谷川育美
口元のほくろを持つ美人。レアン寮生。1年生。
右眼下にアザが1本ある。魅了魔法の使い手で、一瞬でも自分に魅了された相手を恋に落とすことができる。これによってシルバと手を組み、自身に魅了させて標的の行動を制限した後、シルバが攻撃して級硬貨を奪うことを繰り返していた。
郊外授業の森サソリ狩りで、マッシュとバレットの前に現れる。ドットに魔法をかけ、手はず通りシルバとの戦いに巻き込むが、シルバはマッシュに惨敗。泣き真似をして見逃してもらおうとするが、「男女平等に扱う」と主張するマッシュには通用せず、ジャーマン・スープレックスを食らって撃沈した。
名前は作中には登場せず、第2巻の質問コーナー②で明かされた。

#### オルカ寮
シャチのマークで「勤勉と知性」を象徴する。
マーガレット・マカロン (Margarett Macaron)
声 - 子安武人
オルカ寮の監督生で、神覚者候補でもある。
顔の左右に音符状のアザが2本。スポーツ刈りが特徴の大柄な体格をしているが、魔力を開放したときは本来の姿である小柄な美少年の姿に戻る。
女性的な趣旨を持ち、オカマ口調で話したり、口紅を付けたりしている。タルタルソース好きで、「タルタルソースを食べるためにエビフライを食べる」と豪語するほどのこだわりを持つ。純粋な魔法力や戦闘力はレインに匹敵すると言われ、神覚者候補の最有力者だったが、本人は純粋な勝負にしか興味がなく、級硬貨集めなどもしていなかった。
音の魔法の使い手であり、攻撃自体に実体がないため、マッシュにとっては相性が非常に悪い。さらに魔力を解放することによって子供の容姿のようなになり、音に乗ることができ、文字通り音速で動ける。
マッシュを排除したい旧知のオーターの頼みを受け、表舞台に登場するようになる。マッシュを自分が望んでいた好敵手と知ると、彼を倒すことに強い興味を持ち、例年拒んでいた神覚者候補選抜試験に参加する。
マッシュに敗れた際には「惚れたわ」と言って彼を気に入り、以後は『マッシュのfam』を自称するようになる。
カルパッチョ・ローヤン（Carpaccio Luo-Yang / Carpaccio Royan）
声 - 内山昂輝
マッシュ以上に無骨かつ冷血な赤髪の少年。オルカ寮生。1年生。神覚者候補。初登場は第47話。
右頬に渦を巻いたアザが1本。内部進学生で1位の優等生。能力は高い一方で、容赦のないまでの能力差別主義者であり、自分が「ザコ」とみなした相手には容赦がない。「最古の十三杖（マスターケイン）」に選ばれた天才で、自身に与えられたダメージを相手に移す固有魔法を用いる。これによって自傷して相手に回避不可能なダメージを与えることも可能。一方で自身の受けたダメージは「最古の十三杖（マスターケイン）」の祝福の力により背後に立つ女神像に全てオートで吸収されるため痛みは一切感じることはない。
神覚者選抜試験では水晶を奪い取るため、フィンの素性を知っていた上で罵倒し瀕死の重傷に追い込んだ際、マッシュとの闘争を開始。当初はマッシュを圧倒するも、フィンを虐げた怒りに燃えるマッシュの連打攻撃（ラッシュ）を受け、女神像の吸収できるダメージの許容量がオーバーし、マッシュの鉄の杖による渾身の一撃を喰らい倒された。その後、フィンとマッシュの強い友情の力を目の当たりにしたことにより二人に心の底から敗北を認める。
ローデス・エイムス（Rhodes Amez）
声 - 坂泰斗
「オルカでは珍しい好戦的なタイプ」と評された青年。オルカ寮生。3年生。第20話に登場。
オルカで唯一のマグマの魔法使い。金の級硬貨を持っていたためにアビスに挑まれ、何も出来ず敗北し級硬貨を奪われる。
チェロロ・モルソー（Cello Morceau）、 トロン・モルソー（Trom Morceau）
声 - 日向朔公（チェロロ）、草野太一（トロン）
マカロンの後輩にあたる双子の青年たち。オルカ寮生。2年生。チェロロが兄でトロンが弟。第44話に登場。
マカロン同様、顔の左右に音符状のアザが2本あり、音の魔法を駆使する。両者ともマカロンを尊敬している。

### イーストン魔法学校の教師
ウォールバーグ・バイガン（Wahlberg Baigan）
声 - 麦人、羽多野渉（青年期）
イーストン魔法学校の校長。威厳のある眼鏡を掛けた白髭の老人。初登場は第3話。幼少時は体が弱く、対人関係で傷つくのを恐れて引きこもっていた。アダムが熱心に通い続けて心を開かせ、やがてアダムの最もお気に入りの後継者となる。
強力な空間魔法の使い手である元神覚者で、百年近く社会を統治し、現在も周囲から尊敬を集める。神覚者ライオからは「生きるレジェンド」と評され、自ら「魔法界最強」と任ずる。若い頃に無邪気な淵源と唯一渡り合った過去を持つ。「強き者としての資質（ノブレス・オブリージュ）」を重んじ、それにゆえに魔法の能力の強さを絶対視し、利己的な人間が支配する現在の人間社会に危機意識を持つ。数年前にイーストン魔法学校に赴任してきたのも、教育者としてこれを是正するため。
編入試験の折に自分を犠牲にしても利他的な行動をとるマッシュを知り、面接を経て編入を認める。内心、魔法不全者への差別は間違っており、変えるべきだという信念を持つ。ゼロがマッシュ奪還とウォールバーグ殺害を目的にイーストン魔法学院に来襲した時には上空で1対1で戦う。しかし、全ての技を、技を発動する前の時間に戻されて破れる。ゼロには「周囲の人間のことばかり配慮したお前と、自分のことだけを考え続けた自分とで差が付いた」と嘲笑される。とどめを刺させる寸前にマッシュに救出される。以後、マッシュをゼロに勝ちうる唯一の希望とし、自ら魔法を振るう機会は見られない。
ファルマン・クレゴス（Farman Cregos）
声 - 青山穣
イーストン魔法学校の教頭。長いカイゼル髭の中年男性。
顔を横断するようなアザが1本。魔法局高官の息子であるロイドとは裏で通じていた上で彼に買収されていた教師で、ロイドの悪事を見逃すために後援および癒着していた。ロイドがマッシュから制裁を受けた現場に現れ、マッシュとフィンを処分するために凄むが、まったく意に介さないマッシュから顔面に膝蹴りを喰らった上に、床下の土の中に首だけ残して生き埋めにされ、「（懲りずに）次やったら今度は本当に生き埋めにする」と脅迫された。
クロード・ルッチ（Claude Lucci）
声 - 立花慎之介
イーストン魔法学校の教師。セミロングの青年。編入試験の担当官。白魔導師。
左眼の下にアザが1本。今年度の「次に来る魔法使い」の7位に選ばれたという実力者。若くして様々な高度な魔法を取得したとされ、杖の一振りで試験場や迷路を造り出し、それらによる実力を他者から羨望されたり、称えられたりすることを好む。一方でエリート意識が強いがゆえに傲慢な性格をしており、内心では下流出身者を落とそうと企むなど、底意地の悪い一面を見せる。
自分の魔法に関心しないばかりか「無駄だ」とケチを付けるマッシュを恨み、迷路の試験にて落とすつもりのレモンに指示して彼の妨害を試みるが失敗する。悪あがきとしてマッシュとレモンを罵倒しつつ2人への攻撃を仕掛けようとしたが、彼に杖をへし折られた。最終的にウォールバーグに譴責される。

### セント・アルズ聖魔学校の関係者
キングルス（King Ruth / Kingruss）
前年の神覚者選定最終試験の出場者の一人。レイン・エイムズと渡り合った実力がある。今年は出場前にドミナ・ブローライブと戦い敗れる。
ラーヴァ・アリシャ（Rava Alisha）
前年の神覚者選定最終試験の出場者の一人。サファイア寮監督生である。今年は出場前にドミナ・ブローライブと戦い敗れる。
マーボル・エタン（Marbol Ethane）
前年の神覚者選定最終試験の出場者の一人。トパーズ寮監督生である。今年は出場前にドミナ・ブローライブと戦い敗れる。

### ヴァルキス魔学校の関係者
ドミナ・ブローライブ（Domina Blowlive）
神覚者候補。「無邪気な淵源」の一員。その他の詳細は他項目「無邪気な淵源（イノセント・ゼロ）の一味」を参照。
レヴィ・ローズクォーツ（Levi Rosequartz）
神覚者候補。金髪のロングヘアの青年。魔法局長の息子。
元々はイーストンの学生であったが、当時の教師との口論の末に暴力事件を起こし退学、退学後はヴァルキスに編入し現在に至った。イーストンにいた頃は「神童」とも呼ばれるほどの実力者で、固有魔法は磁力。相手の体をN極にしてS極の棘だらけの鉄球をぶつける、同じ極の多くの小球を反発させて不規則な軌道で攻撃するなど、多彩な技を使う。結果を出せなければ父親からひどい体罰で虐待されて育ち、見かねた優秀な兄がわざと体罰を受ける側に回って衰弱していったという過去を持ち、どんな手段を使ってでも一番にならなければならないという強迫観念を持つ。
シャルル・コンティーニ（Charles Contini）
神覚者候補。クールかつ物静かな風貌の青年。
右眼から下にまっすぐ伸びた2本のアザを持ち、空間を操る魔法を得意とする。普段は紳士的だが、本性は狡猾。また、重度のマザコンであり、常に連絡用の子機代わりの魔ウサギを所持していて戦闘直前にも母親と幼児のような会話を交わす。
ガルフ（Gulf）
神覚者候補。常に舌を出しているくせ毛の青年。ファミリーネームは不明。
両目から下向きに波のようなアザを持ち、溶解液を操る魔法を得意とする。元々は神覚者候補ではなかったが、ドミナがセント・アルズの神覚者候補たちを倒したことで神覚者選定最終試験の出場者となった。レヴィとは利害の一致で手を組む仲間にあたり、互いにそれなりの親交関係を築いていたが、試験の最中にマッシュの攻撃を防御する盾として利用されたあげく裏切られた。
ダジャレのヴァルキス神覚者候補
神覚者候補。ニット帽と耳当てを身に着けている青年。
アザは両目から下にまっすぐ伸びている。ダジャレを言う趣味を持ち、ダジャレで場の空気を凍らせた上で氷の魔法を操る戦法をとる。元々は神覚者候補ではなかったが、ドミナがセント・アルズの神覚者候補たちを倒したことで神覚者選定最終試験の出場者となった。
名前（名称）は「『マッシュル-MASHLE-』人気投票」で付けられたものであり、本名は不明。
虫使いのヴァルキス神覚者候補
神覚者候補。むき出しの歯茎に触手が付いた異様な容姿の青年。
レヴィ同様、両目から下向きにギザギザした形のアザを持ち、虫の魔法を用いる。元々は神覚者候補ではなかったが、ドミナがセント・アルズの神覚者候補たちを倒したことで神覚者選定最終試験の出場者となった。
名前（名称）は「『マッシュル-MASHLE-』人気投票」で付けられたものであり、本名は不明。

### 魔法局の関係者
ブレス・ミニスター（Bless Minister）
声 - 中博史
禿頭に顎髭の中年男性。魔法局副局長。初登場は第23話。
アザは両眼の下に曲線状のものが2本。副局長という地位だが、神覚者を様付けで呼ぶなど、格は彼らより低い。他の神覚者たちと同じくルールに厳格であり、無礼講なマッシュに難色を示していた。
アベル戦を経て魔法が使えないことが発覚したマッシュの査問を行う。オーターと同様にこの世界のルールに従い処刑するつもりであったが、査問の場で無邪気な淵源の放った寄生魔法虫に襲われ、それをマッシュに助けられたことや、ウォールバーグとレインの懇願を受け、経過観察という処置に留める。
レイン・エイムズ（Rayne Ames）
#レイン・エイムズの項を参照。
ライオ・グランツ（Rio Grants）
声 - 諏訪部順一
長髪の美青年。魔法局魔法警備隊隊長。光の神杖（ライトケイン）の神覚者。ウォールバーグとメリアドールを除く現役魔法使いの中では、最強の実力者。神覚者のリーダーであり、魔法界の一般人からの人気や期待も非常に高いカリスマ。妻子持ち。
自称「魔法界次期No1」のナルシストで自分のプロマイドを持参する。精神性などを含めた「男前」という基準で人を評価したがる。他の神覚者たちがルールに厳格なのに対し、柔軟な素振りも見せる。魔法が使えないにもかかわらず高い実力を持つマッシュに強い関心を持つ。
ミニスターによるマッシュへの査問に勝手に参加し、マッシュに手を使わずにろうそくに火を点けるよう命じる。マッシュが杖と床の摩擦で火を点けて応じたことを男前として気に入り、処刑しようとする強硬派のオーターを牽制する。そのため、マッシュともに信頼関係を築くようになり、メリアドールに紹介して修行させる。
イノセント・ゼロの先遣隊の巨人軍を一人で壊滅させ、力の誇示のためにイノセント・ゼロが放った巨大な闇を光によって寸断し市街地の被害を最小限にするなど桁違いの実力の持ち主であるが、ドゥウムの70％の力に敗れる。
オーター・マドル（Orter Maddle）
声 - 小野友樹
ワースの兄。魔法魔力管理局局長。砂の神杖（デザトケイン）の神覚者。
最初は、単に「ほどほどの人生をほどほどの労力で生きる」ために労力を合理的に配分するという合理主義のみに生き、規律には無頓着だった。だが魔法警察学校時代に、犯罪で兄を失った後輩が兄代わりにオーターになつき、その後輩が殉職した際に「規律ある社会を作って一般人を守って欲しい」という願いを託され、折あるごとにその後輩の思い出が脳裏をよぎり、神覚者の中でも特にルールに一番厳格なポリシーを貫こうとするようになった。マッシュの処刑を強く進言するほか、周囲の意向を無視してまで殺そうとするなど過激で危険な一面を見せている。
「無邪気な淵源」の介入やウォールバーグの登場で、処刑は見送られるも、内心はまったく納得しておらず、旧知のオルカ寮監督生のマカロンにマッシュが神覚者候補の選抜試験に落ちるように依頼する。マカロンによる妨害が失敗した後、自らマッシュの抹殺を実行しようとするが、レナトスに阻止された。日食までの30日間の間にウォールバーグの頼みでドットとランスを砂漠空間で特訓し、反目する二人に協力体制を取らせるようにした。他人を寄せ付けず冷ややかな態度を取るオーターに対して、ドットは「意外といい奴」と好感を持つようになる。現役の神覚者の中では、ライオに次ぐ実力者で、砂を尖らせて貫く、相手の身体を拘束する、砂の海に相手を飲み込むなど砂の特性を応用した多彩な技を駆使する。最後のイノセント･ゼロ本拠地侵攻で、次男ファーミンを破るが、長男ドゥウムの60％の力に敗れる。最後は、「イノセント･ゼロを倒すには、マッシュを守ることが合理的」と態度を変えた。
レナトス・リボル（Renatus Revol）
声 - 谷山紀章
褐色肌に左頬に大きな傷のある青年。魔法墓地管理局局長。不死の神杖（イモータルケイン）の神覚者。
神覚者の中では最も粗暴な言動をとるが、言葉をなかなか思い出せなかったり、逆に戦いの高揚感をしゃべりまくったりするなど不安定さを持つ。イノセント･ゼロ本拠地に一番乗りするが、単独でドゥウムと戦うことになる。全身をバラバラにされても何度も再生する能力はドゥウムを感心させるが、ドゥウムにつけたかすり傷と死の神タナトスとを契約させる鎖でつなぐサーズの大技を見せても、ドゥウムは神の力すら圧倒して、これを破る。
ツララ・ヘイルストーン（Tsurara Halestone）
声 - 楠木ともり
右目に雪の結晶のマークが入った眼帯をした小柄な女性。魔法研究管理局局長。氷の神杖（アイスルケイン）の神覚者。
左眼下に並行する角張った2本のアザ。「寒っ」を口癖にするほどの寒がりで、常に厚着を身に着けている。市街地に侵攻したケンタウロス族を一瞬で氷結させ全滅させるが、イノセント・ゼロ本拠地に反攻して三男エピデムに敗れる。
カルド・ゲヘナ（Kaldo Gehena）
声 - 島﨑信長
細目の青年。魔法人材管理局局長。炎の神杖（フレイムケイン）の神覚者。刺身に蜂蜜をかける、コーヒーがあふれるまで砂糖を入れるなど大の甘党。
黒い炎の魔法を駆使する。人材管理の専門家として神覚者候補を把握しており、神覚者候補選抜試験に観覧者として参加している。
マカロンを推す一方で、ウォールバーグやライオが高く評価するマッシュにも興味を持ち、3次予選直前に直接マッシュを試すことにする。魔法および剣による攻撃で無理やり指示した方向を向かせようとする「あっち向いてホイ」にてマッシュの実力を確認し、ウォールバーグ・ライオに次いでマッシュに対して好意的になる。フィン・エイムズの隠れた才能を見抜き、日食までの30日間の間に、魚をさばかせるなどの特訓を積ませた結果、フィンは回復魔法を駆使できるようになり、ライオ率いるイノセント・ゼロ本拠地攻撃隊の一員となるに至った。ガルド自身は防衛側にまわり攻撃隊には参加していない。メリアドールの修行の疲労で昏睡状態に陥ったマッシュを、殺害に来た墨の魔獣使いから守る。
アギト・タイロン（Agito Tyrone）
背が高く寡黙な四白眼の青年。魔法動物管理局局長。竜の神杖（ドラゴンケイン）の神覚者。
ドラゴンをはじめとして使役動物を自在に操る。非常に自虐的な人生観を持ち、戦いの最中にも神に許しを請いながら戦う。市街地に侵攻してきたオーク族長の背後から使役動物を現れさせて食い殺させる。イノセント・ゼロ本拠地に反攻するが、次男ファーミンに敗れる。
ソフィナ・ブリビア（Sofina Biblia）
声 - 早見沙織
ロングヘアの美女。魔法禁書管理局局長。知の神杖（ノレッジケイン）の神覚者。いつも本を持ち歩いている。
固有魔法は言葉。市街地に侵攻してきたガーゴイル種族長が「四肢を引き裂いてやる」と罵った直後、ソフィアが本を開いて呪文を唱えると、種族長は「オレの四肢を引き裂かせていただきます」と主客逆になった言葉を口にし、自らの四肢を引き裂いた。単独でイノセント･ゼロ本拠地に反攻し本の背表紙で鉾を受け止めるものの、四男デリザスタに敗れる。
カイセ・ツッコミー（Kaise Tsukkomi）
声 - 花守ゆみり
アフロの髪型をした団子鼻の小柄な青年。魔法局局員。
右眼下に渦巻のような一本のアザ。ミニスターによるマッシュへの査問の際に、ミニスターが「無邪気な淵源」の放った寄生生物に襲われたシーンで突如登場し、寄生生物について解説する。また、その後のマッシュの対応にツッコミを入れる。

### 魔法警察の警察官
ブラッド・コールマン（Brad Coleman）
声 - 小西克幸
魔法警察に所属する警察官。元魔法局直属の警備隊所属。喫煙者かつオールバックに無精髭の中年男。
左眼の目頭から下に伸びた1本のアザを持つ。街の警官ながらドラゴンを追い払った経歴も持つという魔法の手練であり、この世界の人間らしく魔法の不得手な者には容赦がない。
アザのないマッシュの存在を知り、出世のチャンスと見て彼を捕まえに現れ、レグロに拷問を受けさせた。これにより姿を見せたマッシュと対決するが、自慢の攻撃魔法がその鍛え抜かれた肉体の前に一切効かず、最終的に杖による物理攻撃によって傷を負うという屈辱的な返り討ちに遭い、戦意を喪失する。しかし、逆にマッシュに「神覚者」を目指すように促し、「神覚者」が得られる金品や権利を目標に変更し、それに必要な援助も申し出た上で交渉した。その後、編入試験ではレグロと共にマッシュを見守ったり、レグロへの後援も行ったりしている。
テリー（Terry）
声 - 武虎
マッシュに服を破かれた、太り気味の警察官。

### 無邪気な淵源（イノセント・ゼロ）の一味

#### 幹部格
無邪気な淵源（Innocent Zero）〈通り名〉 / お父様（おとうさま）〈呼称〉
声 - 三木眞一郎
本作の黒幕。同名の闇組織の頭目。初登場は第39話。本名はシリル・マーカス。
人造人間セルの生みの親にあたる人物で、「悪魔の五つ子（デビルクンタブレット）」の実父でもあり、組織内では父親として振る舞っているため、セル、ドミナ、エピデム、デリザスタからは「お父様」、ドゥウムからは「父さん」と呼ばれている。また、マッシュの実父にあたる人物で、「6人の血縁者の心臓を集めて不老不死を得る」造体禁忌魔法を実現するために彼を連れ去ろうとしている。対ウォールバーグ戦、神覚者最終選抜でマッシュの前に現れ、いずれもマッシュの攻撃を軽々と退けている。最強クラスの時間魔法を持っており、他人の魔力を奪うことができる。それにより師アダムから闇魔法を奪った上に、ウォールバーグと一対一の対決の末に空間魔法を奪い、「史上最強の魔法使い」とされるに至る。この時、2本のアザが現れ、唯一の四本線を見せている。行動の原理は、「血縁者の心臓によって不老不死を獲得し、世界を服従させて誰も自分を脅かすことがない世界を創る」という単純なものであり、他の登場人物のような幼児期のトラウマによる止むに止まれぬものだったり何らかの理想社会を目指すようなものではない（ウォールバーグはゼロの目標を「ちっぽけ」とコメントしている）。
史上最強になった後も、そのパワーは何段階かに分かれる。まず日食の日にその力が最大化する。次に、6人の息子の心臓を取り込むことによって山羊の角をはやした巨大な悪魔形態に変貌する。いったんマッシュに倒されたかに見えたがその後、神形態へと覚醒する。それは、目と口がくぼんでいるだけのような外見だが、頭上に光輪を輝かせ、多くの住民が「神だ」と平伏する究極の進化形態である。
ドゥウム
「悪魔の五つ子（デビルクンタブレット）」の長男で、リーダーとして振る舞う。他の兄弟とは隔絶した実力を持ち、「勝てるのはイノセント･ゼロだけ」とされる。無意味な殺戮や、力量差がある相手をなぶるような闘いを嫌い、相手の力量によって自分の力をセーブして戦う。メリアドール修行前のマッシュやフィン･レインコンビを50％の力で破り、オーターを60％の力で、ライオを70％の力で破る。いつか100％の力で戦える好敵手と巡り会うことを求めている武道家。肉体強化の魔法は受けているものの、魔法なしで勝てない相手以外は、武器のカラドボルグと鍛え抜かれた筋肉だけで戦うという、マッシュに酷似した戦闘スタイルを持つ。固有魔法は鏡。セコンズで5人の幻影を出現させ、サーズで100人の本体同等の力を持つ実体の分身を生み出して集団攻撃を加える。マッシュからは「力を求めすぎている」とコメントされている。
髪を逆立てた長身の青年で、顔を覆う仮面を付けている。生まれつき目が見えず、ライオの光で視力情報を遮断する攻撃が全く効かなかった。
ファーミン
闇組織「無邪気な淵源」の一員および「悪魔の五つ子（デビルクンタブレット）」の次男。
イノセント・ゼロの実子たちの中ではもっとも残忍非道な性格をし、ドゥウムをも平気で攻撃するために、父であるイノセント・ゼロや兄であるドゥウムから警戒されている。気まぐれに相手のもの（眼鏡など）を欲しがると、殺してでも手に入れようとするなど、ルールを平気で破って、自分の欲望のままに生きている。ピエロに酷似した服装をしている。本拠地でアギト・タイロンを退けた後、対峙したオーターを「不自由。面白くない」と罵る。固有魔法は、物の透明化で、サーズでは、自分の気配も含めて相手の認識から完全に消し去って攻撃する。
エピデム
闇組織「無邪気な淵源」の一員および「悪魔の五つ子（デビルクンタブレット）」の三男。
一見すれば眼鏡をかけたサラリーマン風の青年だが、相当な変人であり、プリンに病的なまでの愛着を持つ。一見紳士的な態度を取るが、狡猾なマッドサイエンティストでもあり、「時間をかけて魔法力を奪ってゆく魔力不全ウィルス」の開発研究を行っている。巨人族を瞬く間に制圧し、イノセント・ゼロの配下に組み入れる。本拠地でツララ・ヘイルストーンを破った後、ドット・ランスと戦う。固有魔法はオリハルコンで、最も固い上に形状を自由に変えて攻守に使う。サーズは、機関銃様のもの多数で相手を取り囲み無数のオリハルコンの弾を発射する。
デリザスタ
闇組織「無邪気な淵源」の一員および「悪魔の五つ子（デビルクンタブレット）」の四男。
自他ともに認める派手好きな刹那主義者。他人の必死な姿を嘲笑し、常に楽しげで、底の浅い台詞を吐き、フィンからは「テンプレ大学生」とコメントされる。固有魔法は鉾。エルフ族の精鋭50人を一瞬で屠る実力者。ソフィナ・ブリビアを破った後、レイン・フィンの兄弟コンビと戦う。
ドミナ・ブローライブ（Domina Blowlive）
闇組織「無邪気な淵源」の一員および「悪魔の五つ子（デビルクンタブレット）」の五男。デリザスタからは「弱い」と蔑まれている。中性的な容貌の青年。
アザは右側の頬に円を描くように2本の矢印の形をしている。本編開始前からヴァルキス魔学校の生徒（神覚者候補）として潜伏しており、神覚者と同等かそれ以上の力を持つ。生後間もなく「自分自身の命はお父様（ゼロ）のためにある」と悟るほど実父を深く尊敬している。また、赤子の頃に実弟マッシュに張り合い、ゼロからの承認を我が物にしたい思いから、実弟に激しい嫉妬と敵愾心を抱く。そのため、マッシュからは「ファザコン」とコメントされている。子どもの頃から、父親の承認を求めて、命ぜられるままに殺人などの悪事を行ってきた。固有魔法は四大元素の一つである水で、防御壁を作る・先端が尖った水流で貫く・水の檻に閉じ込めて窒息死させるなど、多彩な攻撃を行う。マッシュに敗北後、登場したイノセント・ゼロが露骨に見捨てたのに対して、マッシュは和解を呼びかけて手をさしのべたことから、ゼロのマグマから自分の命と引き替えにマッシュを脱出させる。実は、駆けつけた神覚者たちに助けられており、ゼロとの最終決戦で悪魔形態のゼロに敗北したマッシュに完全なとどめを刺そうとするゼロの前に現れ、妨害した。
セル・ウォー（Cell War）
声 - 花江夏樹
闇組織「無邪気な淵源」の一員。有刺鉄線のような茨の冠をつけたボブカットに、目の下の濃いクマが特徴の青年。
両眼に角張ったアザが2本。炭素（カーボン）物質を自在に操り、攻防に用いる。神覚者になるべく力を欲したアベルと協力関係を持ち、魔力濃縮液の作成法や3本目の人工のアザの技術などを教えていた。用済みと判断して、アベルを殺そうとするが、そこでマッシュと衝突し、マッシュが「お父様が長年探していたモノ」と気づき、撤退する。
その正体は、イノセント・ゼロが死体に自分の血を入れて造ったクローン体であり、ゼロのために命を使うべく生まれてきた人造人間。本人は「神（ゼロ）のために命を使えることは史上の誉れ」と捉えている。ゼロの本当の息子では無いために心臓を育てる器にはなれないことから、魔法が使えない劣等種にあたるマッシュに激しい嫉妬と敵愾心を向けていた。
マッシュに出自の事実を伝えた上で「絶望の中での死」を与えようとしたが、彼の反骨精神と実力によって敗退した。「悪魔の五つ子」からは連絡係程度の扱いを受けている。イノセント・ゼロの先遣隊として巨人兵らとともに魔法界の市街地を襲うが、撤退の際に置き去りにされて神覚者たちに捕まり、「悪魔の五つ子」の情報を提供した。

#### 六罪杖
イノセント・ゼロによって逃亡させられた6人の死刑囚。ワンポイントの任務を言い渡されており、成功すれば自由の身にさせるとゼロから約束されている。
ジョン・ピエール（John Pierre）
声 - いとうさとる
自称連続殺人鬼兼カニバリスト。
シッター・ベイビー（Sitter Baby）
声 - 橘龍丸
神覚者試験場で学生たちを襲い、神覚者たちを分散させる。相手を無力な赤ん坊に変える魔法を使う。
ネクロス・マンス（Necros Mance）
声 - 水中雅章
神覚者試験場をゼロと共に襲撃した、糸状のもので他人の体を操る魔法使い。全盛期にされたアダムスの遺体を「最高のオモチャ」と操りウォームバーグを闇魔法で攻撃するが、彼の空間魔法によって消え去る。
巨大ハサミの魔法使い
神覚者試験場をゼロと共に襲うが、対面したウォールバーグの殺気に気圧されて縮み上がり、活躍できないまま姿を消す。
亡者を操る魔法使い
神覚者試験場をゼロと共に襲い、亡者たちを一つに集めて巨大化し、学生・学校を壊滅しようとした。逃げようとしたところをオーターの砂で捕縛される。
墨の獣使い
メリアドールの修行の疲労で昏睡状態に陥ったマッシュを殺害するために3匹のケルベロスを従えて病院に侵入する。阻止しようとするレモンもろともマッシュを墨から現れた鋭い棘で刺殺しようとするが、駆けつけたガルドの炎で消滅させられる。

### サブキャラクター
レグロ・バーンデッド（Regro Burnedead）
声 - チョー、沖胡玲奈（少年期）、半田空（青年期）
マッシュの養父。禿頭に真っ白な髭を蓄えた老人。
人里離れた森の中でマッシュと共に暮らしていた。「大概のことにはイライラしないシックでエレガントな75歳」を自称しているが、要領の悪いマッシュに対し激しくキレ散らかすなど、感情表現は豊かで人間味のある性格をしている。固有魔法は不明。「（反抗期の）息子との年齢相応な熱いやり取り」に期待しながら養育していた故、非常に素直に育ったマッシュに物足りなさを感じている。魔法警察に乗り込まれた際もマッシュを守ることを第一にして抵抗し続けるなど、血のつながりこそないものの息子（養子）への愛情は深い。そのため、マッシュからは「じいちゃん」と呼び慕われている。
元々は魔法使いとしては最底辺にあたる人物であり、実の親をはじめとする周囲から罵倒され続けてきた。孤独と絶望感に耐えかねて投身自殺を図ろうとした時に、捨てられた赤子のマッシュに気づき、アザがないというの彼の境遇に自分と同じ「必要とされていない人間」の悲哀を感じ、マッシュを拾って森の奥で育て上げた。マッシュが物心を持つようになる前後に「自衛のために」と筋トレを課し続けたが、現在ほどになるとはまったく予想していなかった。
アンナ・クラウン（Anna Crown）
声 - 今泉りおな
ランスの妹。主にランスの回想シーンで登場する。
家柄や無愛想な態度のため、周囲の人々に疎んじられていた兄ランスを「不器用だけど、好き」と慕っており、互いに良好な兄妹関係を築いていた。将来の夢は、歌手。本編開始前に魔力を失う不治の病を患ってしまっており、ランスが神覚者を志す大きな要因となっている。病気は知らぬ間に、イノセント・ゼロの三男エピデムの魔力不全ウィルス開発の実験体にされていたことが原因でなっていたが、エピデムを倒したことで最終話では回復した姿でランスと共に登場する。後にイーストン魔法学院中等部に入学し、マッシュらの仲間と行動を共にしている場面も見られる。
アダム・ジョブズ（Adam Jobs）
声 - 関俊彦
故人。かつて小国が二線魔法使いを募って争いを繰り返していたのを、魔法攻撃を含む全てを消滅させる闇魔法によって統一を成し遂げ、魔法局など社会の基盤を作って数百年統治した。後年、福祉・教育に関心を移し、魔法不全者の擁護、後継者の養成などに力を注いだ。偉大な伝説的人物とされるが、ひょうきんな一面も持っていた。引きこもっていた若きウォールバーグに動物小ネタ話を持参しては根気強く働きかけ、再登校させるに至った。ノブレス・オブリージュの思想をウォールバーグに教える。イノセント・ゼロの時間操作魔法によって遺体を全盛期に戻され、ゼロと共にイーストン魔法学院に来襲したネクロス・マンスに操縦されてウォールバーグに闇魔法の攻撃を仕掛けるはめになった。
メリアドール
魔法社会創設者アダム・ジョブズの3人の後継者の一人。うち唯一の女性で、外見は20代。最盛期にはウォールバークをしのぐ強さを誇っていた。現在は一線を退き、病院を運営しながらフラワーアレンジメントの教室に通うなどマイペースに過ごしている。常にほほえみをたたえているが、気に触ることがあると突然粗暴な言動をとる。回復魔法・肉体強化魔法など身体に直接働きかける魔法の第一人者にして達人。日食の日にイノセント・ゼロが襲撃にくるまでの30日間、マッシュに肉体強化の特訓を施す。最終決戦では、敗死したマッシュに人工心臓を埋め込み蘇生させる。悪魔形態のイノセント・ゼロが放つ全力の闇魔法を掌底で跳ね返す実力を見せた。練っていた秘策でイノセント・ゼロに挑むが、時間操作の魔法を前に敗北する。
オチョア
メリアドールの唯一の弟子。「自分より強い者には服従、弱い者は見下す」というポリシーを公言する。メリアドールの弟子として講演・セミナーで儲けることを目標にしている。メリアドールには「卑劣、クズ」と罵られているが、悪にも徹しきれない弱さに人間味を見いだされている。メリアドールからは、臆病・ヘタレを克服するよう、ワニの着ぐるみを着させられているが、固有魔法もワニへの変身。死亡したマッシュをくわえてイノセント・ゼロから逃げ回り、蘇生までの時間稼ぎに協力する。
神様
ゼロに敗死したマッシュが精神世界で出会った、対価の門の上に座す神々しい人物。「現世に返してほしい」というマッシュの願いを、最も大切にしているものと引き替えに叶えてやるとし、それは人間関係であると指摘する。友人たちからもマッシュからも交流の記憶を全て奪い取ることが現世復活の条件であるとして、対価の門からの触手がマッシュを捉えるが、難しい取引が苦手なマッシュは対価の門を力づくで引き倒してしまう。
マッシュの行動を面白がった神様は、それでもマッシュを現世に返すことにし、更に「このままではゼロには勝てない」というマッシュに1年間の筋トレを許可して力を貸す。
精神世界の1年間は、現世ではごく短い時間に過ぎず、人工心臓を埋め込んだメリアドールの予想を遙かに上回る短時間でマッシュは蘇生する。

## 作品背景
作者の甲本は小学生時代、『ボボボーボ・ボーボボ』と『銀魂』にハマり、中高生時は「ギャグ・コメディ漫画家」を目指したというが、挫折し一度大学を出て社会人となる。その後、「2年以内に連載できなかったら諦める」と述べて親を説得して再び漫画家を目指し、本作でデビューできたという。

## 表現技法

### キャラクター造形
甲本はマッシュ役の小林とフィン役の川島との鼎談の中で、マッシュのキャラクターについて、理想の主人公像と説明している。テレビアニメ版の監督を務めた田中智也は、ニュースサイト「Febri」とのインタビューの中で、主人公のマッシュの魅力について「主人公のマッシュが魔法を使えない孤独な存在であるにもかかわらず、まったく劣等感を抱いておらず、マイペースに筋肉で問題を解決していくところですね。」と語っており、普通なら修行を通じて強くなり、周囲を認めさせるという流れだが、本作の場合はそのようなことをしていなくてもいつの間にか認められていくところが、従来のジャンプ作品と違って面白いと話している。テレビアニメ版でレインを演じた梶裕貴も、マッシュ役の小林千晃との対談の中で、マッシュはジャンプの主人公らしくないキャラクター性を持つがゆえに仲間たちが影響を受けるところが熱いと語っており、読む中で「自分の中に絶対的な『己』があり、周囲に忖度することなく自分らしくいられる」というキャラクター性が今の時代（2024年時点）に響く主人公像だと感じたと話している。小林もそれに同意しており、自分の中のマッシュも演じる前からそのような存在であり、演じていて気持ちがよく、それが彼の強みだと改めて感じたと振り返っている。
一方、ドットについて、甲本は声が大きい点などから等身大の自分に似ていると述べている。
甲本によると、アベルのモデルは『ボボボーボ・ボーボボ』のギガだという。またマッシュ・アベル戦の回は読者から好評であり、アベルがいなければ連載が終わってたかもしれないため、個人的にはすごくお気に入りだという。

## 書誌情報

### 漫画
- 甲本一 『マッシュル-MASHLE-』 集英社〈ジャンプ コミックス〉、全18巻
  1. 「マッシュ・バーンデッドと鍛え抜かれた筋肉」2020年6月9日発行（6月4日発売[34][35]）、ISBN 978-4-08-882329-4
  2. 「マッシュ・バーンデッドと鉄の魔法」2020年8月9日発行（8月4日発売[36]）、ISBN 978-4-08-882377-5
  3. 「マッシュ・バーンデッドと仮面の魔法使い」2020年10月7日発行（10月2日発売[37]）、ISBN 978-4-08-882425-3
  4. 「マッシュ・バーンデットと弱肉強食」2021年1月9日発行（1月4日発売[11][38]）、ISBN 978-4-08-882526-7
  5. 「マッシュ・バーンデットと魔法の鏡」2021年3月9日発行（3月4日発売[39][40]）、ISBN 978-4-08-882575-5
  6. 「フィン・エイムズと友達」2021年5月5日発行（4月30日発売[41]）、ISBN 978-4-08-882639-4
  7. 「マッシュ・バーンデッドと暴走の庭球」2021年8月9日発行（8月4日発売[42]）、ISBN 978-4-08-882728-5
  8. 「マッシュ・バーンデッドと4枚の金剛刃」2021年8月9日発行（8月4日発売[43]）、ISBN 978-4-08-882787-2
  9. 「マッシュ・バーンデッドと三魔対争神覚者最終試験」2021年12月8日発行（12月3日発売[44]）、ISBN 978-4-08-882844-2
  10. 「マッシュ・バーンデッドと磁石の鎧」2022年3月9日発行（3月4日発売[45]）、ISBN 978-4-08-883036-0
  11. 「マッシュ・バーンデッドと水の神」2022年5月7日発行（5月2日発売[46][47]）、ISBN 978-4-08-883097-1
  12. 「マッシュ・バーンデッドと5人の兄弟」2022年7月9日発行（7月4日発売[48]）、ISBN 978-4-08-883159-6
  13. 「レイン・エイムズと最強の鉾使い」2022年10月9日発行（10月4日発売[49]）、ISBN 978-4-08-883258-6
  14. 「ランス・クラウンとドット・バレット」2022年12月7日発行（12月2日発売[50]）、ISBN 978-4-08-883403-0
  15. 「ライオ・グランツと男前」2023年2月8日発行（2月3日発売[51]）、ISBN 978-4-08-883426-9
  16. 「マッシュ・バーンデッドと鏡の魔法」2023年4月9日発行（4月4日発売[52][53]）、ISBN 978-4-08-883447-4
  17. 「マッシュ・バーンデッドと時を遅くする魔法」2023年7月9日発行（7月4日発売[54]）、ISBN 978-4-08-883568-6
  18. 「マッシュ・バーンデッドと恒久の幸せ」2023年10月9日発行（10月4日発売[55][56]）、ISBN 978-4-08-883668-3

### 小説
本作の外伝を収録したノベライズ兼ゲームブックとして制作されている。
- 原作：甲本一 / 小説：星希代子、集英社〈ジャンプ ジェイ ブックス〉
  - 『マッシュル-MASHLE- マッシュ・バーンデッドと冒険の書1』 、2022年5月2日発売[46][57]、ISBN 978-4-08-703521-6
  - 『マッシュル-MASHLE- マッシュ・バーンデッドと復活の呪文』 、2023年4月4日発売[52][58]、ISBN 978-4-08-703533-9
  - 『マッシュル-MASHLE- マッシュ・バーンデッドとガンガンいこうぜ』 、2023年10月4日発売[55][59]、ISBN 978-4-08-703537-7

### ファンブック
- 甲本一 『マッシュル-MASHLE- 公式ファンブック マッシュ・バーンデッドと記録の書』、集英社〈ジャンプ コミックス〉、2023年10月4日発売[55][60]、ISBN 978-4-08-883710-9

## 評価
ライターの向原康太はテレビアニメ版第1期初回放送前にニュースサイト「リアルサウンド」に寄せた記事の中で、本作を「『ハリー・ポッター』×『ワンパンマン』」と例えつつも、シュールなギャグと少年漫画的な熱さの絶妙なバランス感覚が人気を得たとしている。向原は、つかみどころがなく周囲を振り回しがちで、「マッシュルームカットに無表情」という没個性的なビジュアルでありながらも、やるべきことやいうべきことをなすところが主人公らしくて好感が持てるとしている。

### 受賞・ノミネート
- 『次にくるマンガ大賞 2020』で11位、『全国書店員が選んだおすすめコミック2021』で3位を受賞した[62]。
- 2020年には日本財団の英語で読める推奨漫画5作品の中の1つに選ばれている[63]。
- 第5回みんなが選ぶTSUTAYAコミック大賞（8位）を受賞[64]。
- 2022年1月には第67回小学館漫画賞少年向け部門で最終候補に選ばれたが受賞は逃した[65]。
- 2024年12月にYahoo!検索大賞2024 アニメ部門を受賞[66]。

## テレビアニメ
第1期は2023年4月から7月までTOKYO MXほかにて放送された。第2期は2024年1月から3月まで放送された。また、続編の制作が決定している。

## 舞台

### 2023年
「マッシュル-MASHLE- THE STAGE」のタイトルで2023年7月4日から11日に東京国際フォーラム ホールCにて、同年7月15日から17日にAiiA 2.5 Theater Kobeにてそれぞれ上演された。
キャスト
- マッシュ・バーンデッド - 赤澤遼太郎
- フィン・エイムズ - 広井雄士
- ランス・クラウン - 石川凌雅
- ドット・バレット - 山田ジェームス武
- レモン・アーヴィン - 河内美里
- アベル・ウォーカー - 笹森裕貴
- アビス・レイザー - 京典和玖
- ワース・マドル - 中原弘貴
- ラブ・キュート - 花奈澪
- レグロ・バーンデッド - ウチクリ内倉
- ブラッド・コールマン - 澤田拓郎
- レイン・エイムズ - 佐々木喜英
- ウォールバーグ・バイガン - 岡幸二郎
- 久留康太
- 梅津大輝
- 山咲和也
- 武中隆之介
- 吉田時尋
- 竹井聖弥
- マッスルズ
  - ケビン ほか - INFINITY TWIGGZ
  - マイク ほか - YOUNG UGLYFATE
  - トム ほか - GRIND
  - キム ほか - KAPI
  - ヤマダ ほか - YOUTA

スタッフ
- 原作 - 甲本一
- 総合演出 - 松崎史也
- 演出 - 伊藤今人
- 脚本 - 亀田真二郎

### 2024年
2023年の舞台作品の続編となる「『マッシュル-MASHLE-』THE STAGE 2.5」が2024年8月2日から12日まで天王洲 銀河劇場、8月17日から19日までAiiA 2.5 Theater Kobeで上演された。
キャスト
- マッシュ・バーンデッド - 赤澤遼太郎
- フィン・エイムズ - 広井雄士
- ランス・クラウン - 中山清太郎
- ドット・バレット - 山田ジェームス武
- レモン・アーヴィン - 河内美里
- マーガレット・マカロン - spi（ZIPANG OPERA）
- ドミナ・ブローライブ - 田村升吾
- レイン・エイムズ - 佐々木喜英
- オーター・マドル - 北園涼
- カルド・ゲヘナ - 山﨑晶吾
- ライオ・グランツ - 小波津亜廉
- レグロ・バーンデッド - ウチクリ内倉
- ブラッド・コールマン - 澤田拓郎
- イノセント・ゼロ - 丘山晴己
- セル・ウォー - YUKI
- ウォールバーグ・バイガン - 岡幸二郎
- マッスルズ
  - ケビン - INFINITY TWIGGZ（FULLCAST RAISERZ）
  - マイク - E-FLOW（FULLCAST RAISERZ）
  - トム - Aegis（FULLCAST RAISERZ A.R.M.Y）
  - キム - MADD TWIGGZ（FULLCAST RAISERZ A.R.M.Y）
  - ヤマダ - YOUTA（FULLCAST RAISERZ A.R.M.Y）
  - アンサンブル - 梅津大輝 / Shumei / Ken / 服部悠 / 水野耀平

## ゲーム
マッシュル-MASHLE- マッスルパズル
2025年4月9日より配信開始されたスマートフォン向けアプリゲーム。略称は『マシュパズ』。ジャンルは3マッチパズルゲーム。提供元はMUSCLEMAGIC GAMES,LLC。